# Vittorio Veneto
Vittorio Veneto es una localidad y comune italiana de la provincia de Treviso, región de Véneto, con 29.254 habitantes.
Vittorio Veneto o, más sencillamente, "Vitorio" en el dialecto local (el veneto), es una ciudad que reúne los que hace tiempo fueron dos ayuntamientos distintos: Ceneda y Serravalle.
En sus cercanías se disputó la batalla de Vittorio Veneto, que resultó decisiva para el transcurso de la Primera Guerra Mundial.

## Evolución demográfica
| Gráfica de evolución demográfica de Vittorio Veneto entre 1861 y 2001 |
|                                                                       |
| Fuente ISTAT - elaboración gráfica de Wikipedia                       |